# Marathon du bout du monde
Le Marathon du bout du monde est un ancien marathon reliant la pointe du Raz à Douarnenez (département du Finistère, France).
Il se déroule tous les 2 ans. La première édition a eu lieu en 2006, la 2e en 2008, la 3e en 2010, la 4e en 2012 et la 5e en 2014. La 6e édition aurait dû avoir lieu en 2016, mais les organisateurs l'ont annulée.
Le 28 mars 2010, plus de mille concurrents étaient inscrits et 664 sont arrivés classés.